# Steinfeder

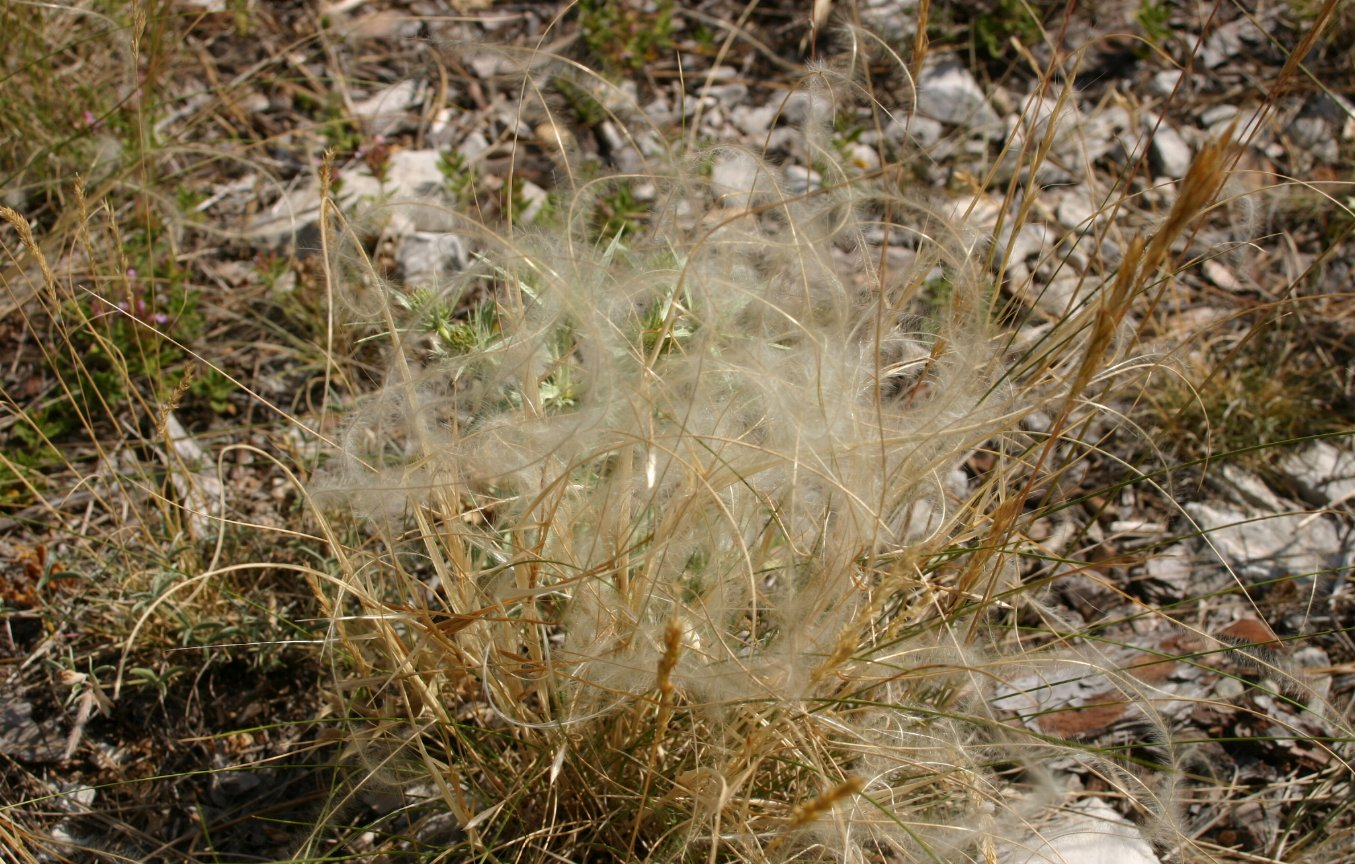
Steinfeder

Steinfeder ist der Name der leichten, duftigen Weine des Weinbaugebietes Wachau. Der Name stammt von der Steinfeder (Grauscheidiges Federgras, Stipa pennata), einem federleichten Gras, welches an den steilen Weinbergen wächst und zur Familie der Federgräser gehört.
Die Qualitätsbezeichnung darf nur von Mitgliedsbetrieben des Schutzverbandes Vinea Wachau Nobilis Districtus verwendet werden. Fast alle Betriebe der Weinbauregion Wachau sind Mitglieder bei Vinea Wachau.

## Qualitätsanforderungen
Die Trauben müssen ein Mostgewicht von mindestens 15–17 °KMW aufweisen. Die Moste werden immer klassisch trocken durchgegoren. Der Alkoholgehalt dieser Weine beträgt maximal 11,5 Vol.-%. Die Wachau ist ein Weinbaugebiet, in dem es aufgrund der naturgegebenen Klimatik und Bodenbeschaffenheit möglich ist, Weine mit so geringem Alkoholgehalt zu keltern.
Siehe auch: Federspiel, Smaragd